# Lake Cargelligo Airport
Lake Cargelligo Airport är en flygplats i Australien. Den ligger i kommunen Lachlan och delstaten New South Wales, i den sydöstra delen av landet, omkring 450 kilometer väster om delstatshuvudstaden Sydney.
Trakten runt Lake Cargelligo Airport är nära nog obefolkad, med mindre än två invånare per kvadratkilometer.. Närmaste större samhälle är Lake Cargelligo, nära Lake Cargelligo Airport. 
Omgivningarna runt Lake Cargelligo Airport är i huvudsak ett öppet busklandskap. Genomsnittlig årsnederbörd är 522 millimeter. Den regnigaste månaden är februari, med i genomsnitt 105 mm nederbörd, och den torraste är oktober, med 13 mm nederbörd.